# Baricella
Baricella é uma comuna italiana da região da Emília-Romanha, província de Bolonha, com cerca de 5.625 habitantes. Estende-se por uma área de 45 km², tendo uma densidade populacional de 125 hab/km². Faz fronteira com Argenta (FE), Budrio, Ferrara (FE), Malalbergo, Minerbio, Molinella, Poggio Renatico (FE).

## Demografia
| Variação demográfica do município entre 1861 e 2011                               |
|                                                                                   |
| Fonte: Istituto Nazionale di Statistica (ISTAT) - Elaboração gráfica da Wikipedia |